# Better in Time
Better in Time is een single van de Britse zangeres Leona Lewis, afkomstig van haar debuutalbum Spirit. In het Verenigd Koninkrijk werd het nummer samen met Footprints in the Sand uitgebracht, wat resulteerde in meerdere hitnoteringen van de twee nummers, zowel apart als samen. Better in Time werd geproduceerd door Amerikaanse producer J.R. Rotem.

## Tracklist
1. "Better in Time" (Single Mix) - 03:55
2. "Footprints in the Sand" (Single Mix) - 03:56

## Hitlijsten

### Hitnotering
| Better In Time in de Nederlandse Top 40 - binnen: 24 mei 2008 | Better In Time in de Nederlandse Top 40 - binnen: 24 mei 2008 | Better In Time in de Nederlandse Top 40 - binnen: 24 mei 2008 | Better In Time in de Nederlandse Top 40 - binnen: 24 mei 2008 | Better In Time in de Nederlandse Top 40 - binnen: 24 mei 2008 | Better In Time in de Nederlandse Top 40 - binnen: 24 mei 2008 | Better In Time in de Nederlandse Top 40 - binnen: 24 mei 2008 | Better In Time in de Nederlandse Top 40 - binnen: 24 mei 2008 | Better In Time in de Nederlandse Top 40 - binnen: 24 mei 2008 | Better In Time in de Nederlandse Top 40 - binnen: 24 mei 2008 | Better In Time in de Nederlandse Top 40 - binnen: 24 mei 2008 | Better In Time in de Nederlandse Top 40 - binnen: 24 mei 2008 | Better In Time in de Nederlandse Top 40 - binnen: 24 mei 2008 | Better In Time in de Nederlandse Top 40 - binnen: 24 mei 2008 |
| Week                                                          | 1                                                             | 2                                                             | 3                                                             | 4                                                             | 5                                                             | 6                                                             | 7                                                             | 8                                                             | 9                                                             | 10                                                            | 11                                                            | 12                                                            |                                                               |
| ------------------------------------------------------------- | ------------------------------------------------------------- | ------------------------------------------------------------- | ------------------------------------------------------------- | ------------------------------------------------------------- | ------------------------------------------------------------- | ------------------------------------------------------------- | ------------------------------------------------------------- | ------------------------------------------------------------- | ------------------------------------------------------------- | ------------------------------------------------------------- | ------------------------------------------------------------- | ------------------------------------------------------------- | ------------------------------------------------------------- |
| Nummer                                                        | 28                                                            | 16                                                            | 15                                                            | 13                                                            | 13                                                            | 17                                                            | 17                                                            | 17                                                            | 20                                                            | 24                                                            | 28                                                            | 36                                                            | uit                                                           |

### Better in Time
| Chart                           | Hoogste positie |
| ------------------------------- | --------------- |
| Australische ARIA Single Top 50 | 6               |
| Belgische Ultratop 50           | 12              |
| Bulgaarse Single Top 40         | 1               |
| Canadese Hot 100                | 24              |
| Deense Single Top 40            | 3               |
| Duitse Single Top 100           | 4               |
| Engelse Single Top 75           | 23              |
| Finse Single Top 20             | 13              |
| Ierse Single Top 50             | 4               |
| Italiaanse Single Top 50        | 3               |
| Nederlandse Top 40              | 13              |
| Nieuw-Zeeland Single Top 40     | 6               |
| Noorse Single Top 20            | 19              |
| Oostenrijkse Single Top 75      | 3               |
| Poolse Top 40                   | 1               |
| Portugese Single Top 50         | 37              |
| United World Chart              | 14              |
| VS Billboard Hot 100            | 62              |
| Zweedse Single Top 60           | 12              |
| Zwitserse Single Top 100        | 6               |

### Better in Time/Footprints in the Sand
| Chart                 | Hoogste positie |
| --------------------- | --------------- |
| Deense Single Top 40  | 11              |
| Engelse Single Top 75 | 2               |
| Zweedse Single Top 60 | 20              |